# Fàbrica de dolços Mauri
La fàbrica de dolços Mauri es trobava al carrer dels Flassaders, 30 de Barcelona.

## Història i descripció
El 1829, el comerciant Jaume Artigas i Daroca, casat amb Francesca Aranyó i Torrents, va demanar permís per a reconstruir l'edifici núm. 14 (antic) del carrer dels Flassaders, segons el projecte del mestre de cases Bernat Pou. Poc després, va adquirir a Francesca Torrella, vídua de Gaietà Viers, i al sastre Isidre Ubach i Viers la casa contigua del núm. 13 (antic), que va fer reedificar segons el projecte del mateix autor.
Al segle xix, la família Gasch va establir una confiteria al carrer dels Flassaders, 32, regentada des del 1926 per Pere Mauri i Ullà (1866-1949), que la va convertir en la seva fàbrica de caramels, torrons i altres articles de confiteria, ampliada posteriorment als baixos i primer pis del núm. 30. La façana encara conserva el rètol: FABRICA de DULCES - P. MAURI / CARAMELOS · CONSERVAS · TURRONES · CHOCOLATES · GRAGEAS · PELADILLAS
El 1943, el seu fill Vicenç Mauri i Anglada (1898-1964) va adquirir la finca núm. 21 del carrer de Montcada a Mercè Vidal-Ribas i Güell, i cap als anys 1945-1947 va presentar un projecte de reforma per tal de adaptar-la al seu nou ús industrial. El negoci fou continuat pel seu fill Pere Roca Mauri sota la raó social Chocolates Mauri SA, que el 1992 fou adquirida per l'aragonesa Chocolates Lacasa.